# Eerste divisie 1982/83/Wedstrijden
De wedstrijden van het Nederlandse Eerste divisie voetbal uit het seizoen 1982/83 was het 26e seizoen van de één-na-hoogste professionele Nederlandse voetbalcompetitie voor mannen. Het seizoen bestond uit 30 speelronden van elk acht wedstrijden. De competitie begon op 21 augustus 1982 en duurde tot 14 mei 1983.

## Speelronde 1
|                        |                   |               |                                   |                                                                                                   |
| 21 augustus 1982 19.30 | SC Heerenveen     | 1 – 2 (0 – 0) | Heracles '74                      | Stadion: Gemeentelijk Sportpark, Heerenveen Toeschouwers: 3.500 Scheidsrechter: Jaap van der Niet |
| 21 augustus 1982 19.30 | Jan Schulting 84' |               | 52' Hannes Lalopua 73' Han Unaola | Stadion: Gemeentelijk Sportpark, Heerenveen Toeschouwers: 3.500 Scheidsrechter: Jaap van der Niet |
| 21 augustus 1982 19.30 |                   |               |                                   | Stadion: Gemeentelijk Sportpark, Heerenveen Toeschouwers: 3.500 Scheidsrechter: Jaap van der Niet |
| 21 augustus 1982 19.30 |                   |               |                                   | Stadion: Gemeentelijk Sportpark, Heerenveen Toeschouwers: 3.500 Scheidsrechter: Jaap van der Niet |
|                        |                   |               |                                   |                                                                                                   |

|                        |            |               |             |                                                                                    |
| 21 augustus 1982 19.30 | SC Veendam | 0 – 0 (0 – 0) | FC Volendam | Stadion: De Langeleegte, Veendam Toeschouwers: 2.500 Scheidsrechter: Martin Bannet |
| 21 augustus 1982 19.30 |            |               |             | Stadion: De Langeleegte, Veendam Toeschouwers: 2.500 Scheidsrechter: Martin Bannet |
| 21 augustus 1982 19.30 |            |               |             | Stadion: De Langeleegte, Veendam Toeschouwers: 2.500 Scheidsrechter: Martin Bannet |
| 21 augustus 1982 19.30 |            |               |             | Stadion: De Langeleegte, Veendam Toeschouwers: 2.500 Scheidsrechter: Martin Bannet |
|                        |            |               |             |                                                                                    |

|                        |                   |               |                  |                                                                              |
| 21 augustus 1982 19.30 | FC VVV            | 1 – 1 (0 – 1) | Telstar          | Stadion: De Koel, Venlo Toeschouwers: 3.700 Scheidsrechter: Huug van der Ent |
| 21 augustus 1982 19.30 | Heinz Mostert 82' |               | 25' John Weijers | Stadion: De Koel, Venlo Toeschouwers: 3.700 Scheidsrechter: Huug van der Ent |
| 21 augustus 1982 19.30 |                   |               |                  | Stadion: De Koel, Venlo Toeschouwers: 3.700 Scheidsrechter: Huug van der Ent |
| 21 augustus 1982 19.30 |                   |               |                  | Stadion: De Koel, Venlo Toeschouwers: 3.700 Scheidsrechter: Huug van der Ent |
|                        |                   |               |                  |                                                                              |

|                        |     |                    |     |                                                                               |
| 21 augustus 1982 19.30 | MVV | 0 – 1 (0 – 0)      | SVV | Stadion: De Geusselt, Maastricht Toeschouwers: 4.500 Scheidsrechter: Jan Hobé |
| 21 augustus 1982 19.30 |     | 71' Richard Dercks |     | Stadion: De Geusselt, Maastricht Toeschouwers: 4.500 Scheidsrechter: Jan Hobé |
| 21 augustus 1982 19.30 |     |                    |     | Stadion: De Geusselt, Maastricht Toeschouwers: 4.500 Scheidsrechter: Jan Hobé |
| 21 augustus 1982 19.30 |     |                    |     | Stadion: De Geusselt, Maastricht Toeschouwers: 4.500 Scheidsrechter: Jan Hobé |
|                        |     |                    |     |                                                                               |

|                        |                                              |               |                  |                                                                                               |
| 21 augustus 1982 19.30 | FC Wageningen                                | 3 – 0 (1 – 0) | FC Den Bosch '67 | Stadion: De Wageningse Berg, Wageningen Toeschouwers: 3.600 Scheidsrechter: John Blankenstein |
| 21 augustus 1982 19.30 | Alex van der Klift 17' Craig Norrie 79', 89' |               |                  | Stadion: De Wageningse Berg, Wageningen Toeschouwers: 3.600 Scheidsrechter: John Blankenstein |
| 21 augustus 1982 19.30 |                                              |               |                  | Stadion: De Wageningse Berg, Wageningen Toeschouwers: 3.600 Scheidsrechter: John Blankenstein |
| 21 augustus 1982 19.30 |                                              |               |                  | Stadion: De Wageningse Berg, Wageningen Toeschouwers: 3.600 Scheidsrechter: John Blankenstein |
|                        |                                              |               |                  |                                                                                               |

|                        |               |               |            |                                                                                |
| 21 augustus 1982 19.30 | De Graafschap | 0 – 0 (0 – 0) | SC Cambuur | Stadion: De Vijverberg, Doetinchem Toeschouwers: 2.000 Scheidsrechter: Jo Boss |
| 21 augustus 1982 19.30 |               |               |            | Stadion: De Vijverberg, Doetinchem Toeschouwers: 2.000 Scheidsrechter: Jo Boss |
| 21 augustus 1982 19.30 |               |               |            | Stadion: De Vijverberg, Doetinchem Toeschouwers: 2.000 Scheidsrechter: Jo Boss |
| 21 augustus 1982 19.30 |               |               |            | Stadion: De Vijverberg, Doetinchem Toeschouwers: 2.000 Scheidsrechter: Jo Boss |
|                        |               |               |            |                                                                                |

|                        |                 |               |           |                                                                                |
| 22 augustus 1982 14.30 | SC Amersfoort   | 1 – 0 (0 – 0) | Eindhoven | Stadion: Birkhoven, Amersfoort Toeschouwers: 1.200 Scheidsrechter: Jan Dolstra |
| 22 augustus 1982 14.30 | Ton Gruters 77' |               |           | Stadion: Birkhoven, Amersfoort Toeschouwers: 1.200 Scheidsrechter: Jan Dolstra |
| 22 augustus 1982 14.30 |                 |               |           | Stadion: Birkhoven, Amersfoort Toeschouwers: 1.200 Scheidsrechter: Jan Dolstra |
| 22 augustus 1982 14.30 |                 |               |           | Stadion: Birkhoven, Amersfoort Toeschouwers: 1.200 Scheidsrechter: Jan Dolstra |
|                        |                 |               |           |                                                                                |

|                        |                                      |               |                |                                                                                         |
| 22 augustus 1982 14.30 | FC Den Haag                          | 3 – 1 (2 – 1) | Vitesse        | Stadion: Zuiderparkstadion, Den Haag Toeschouwers: 4.500 Scheidsrechter: Arie de Munnik |
| 22 augustus 1982 14.30 | Bram Rontberg 3', 23' Piet Groen 60' |               | 35' Peter Bosz | Stadion: Zuiderparkstadion, Den Haag Toeschouwers: 4.500 Scheidsrechter: Arie de Munnik |
| 22 augustus 1982 14.30 |                                      |               |                | Stadion: Zuiderparkstadion, Den Haag Toeschouwers: 4.500 Scheidsrechter: Arie de Munnik |
| 22 augustus 1982 14.30 |                                      |               |                | Stadion: Zuiderparkstadion, Den Haag Toeschouwers: 4.500 Scheidsrechter: Arie de Munnik |
|                        |                                      |               |                |                                                                                         |

## Speelronde 2
|                        |                                           |               |                            |                                                                                 |
| 24 augustus 1982 19.30 | SVV                                       | 2 – 2 (1 – 0) | DS '79                     | Stadion: Harga, Schiedam Toeschouwers: 3.000 Scheidsrechter: Gerard de Schepper |
| 24 augustus 1982 19.30 | Rob Koevermans 38' Michael van Alphen 80' |               | 52' (pen.), 60' Anne Evers | Stadion: Harga, Schiedam Toeschouwers: 3.000 Scheidsrechter: Gerard de Schepper |
| 24 augustus 1982 19.30 |                                           |               |                            | Stadion: Harga, Schiedam Toeschouwers: 3.000 Scheidsrechter: Gerard de Schepper |
| 24 augustus 1982 19.30 |                                           |               |                            | Stadion: Harga, Schiedam Toeschouwers: 3.000 Scheidsrechter: Gerard de Schepper |
|                        |                                           |               |                            |                                                                                 |

|                        |                                      |               |               |                                                                                     |
| 25 augustus 1982 19.30 | FC Volendam                          | 3 – 0 (1 – 0) | SC Heerenveen | Stadion: Volendam Stadion, Volendam Toeschouwers: 3.000 Scheidsrechter: Cees Bakker |
| 25 augustus 1982 19.30 | Kees Guijt 23', 73' Jan Schokker 57' |               |               | Stadion: Volendam Stadion, Volendam Toeschouwers: 3.000 Scheidsrechter: Cees Bakker |
| 25 augustus 1982 19.30 |                                      |               |               | Stadion: Volendam Stadion, Volendam Toeschouwers: 3.000 Scheidsrechter: Cees Bakker |
| 25 augustus 1982 19.30 |                                      |               |               | Stadion: Volendam Stadion, Volendam Toeschouwers: 3.000 Scheidsrechter: Cees Bakker |
|                        |                                      |               |               |                                                                                     |

|                        |         |                                                           |            |                                                                                          |
| 25 augustus 1982 19.30 | Telstar | 0 – 3 (0 – 0)                                             | SC Veendam | Stadion: Schoonenberg, Velsen-IJmuiden Toeschouwers: 1.700 Scheidsrechter: Herman Smeenk |
| 25 augustus 1982 19.30 |         | 57' Jos Roossien 61' (pen.) Henk Oosterwold 89' Jan Korte |            | Stadion: Schoonenberg, Velsen-IJmuiden Toeschouwers: 1.700 Scheidsrechter: Herman Smeenk |
| 25 augustus 1982 19.30 |         |                                                           |            | Stadion: Schoonenberg, Velsen-IJmuiden Toeschouwers: 1.700 Scheidsrechter: Herman Smeenk |
| 25 augustus 1982 19.30 |         |                                                           |            | Stadion: Schoonenberg, Velsen-IJmuiden Toeschouwers: 1.700 Scheidsrechter: Herman Smeenk |
|                        |         |                                                           |            |                                                                                          |

|                        |                                               |               |        |                                                                                        |
| 25 augustus 1982 19.30 | Vitesse                                       | 3 – 0 (1 – 0) | FC VVV | Stadion: Nieuw-Monnikenhuize, Arnhem Toeschouwers: 2.500 Scheidsrechter: Dick van Riel |
| 25 augustus 1982 19.30 | Ben Hulshoff 44' (79) Chris van den Akker 71' |               |        | Stadion: Nieuw-Monnikenhuize, Arnhem Toeschouwers: 2.500 Scheidsrechter: Dick van Riel |
| 25 augustus 1982 19.30 |                                               |               |        | Stadion: Nieuw-Monnikenhuize, Arnhem Toeschouwers: 2.500 Scheidsrechter: Dick van Riel |
| 25 augustus 1982 19.30 |                                               |               |        | Stadion: Nieuw-Monnikenhuize, Arnhem Toeschouwers: 2.500 Scheidsrechter: Dick van Riel |
|                        |                                               |               |        |                                                                                        |

|                        |                         |               |     |                                                                                  |
| 25 augustus 1982 19.30 | Eindhoven               | 1 – 0 (1 – 0) | MVV | Stadion: Aalsterweg, Eindhoven Toeschouwers: 3.500 Scheidsrechter: Wil de Vrieze |
| 25 augustus 1982 19.30 | Adrie van Rijsingen 10' |               |     | Stadion: Aalsterweg, Eindhoven Toeschouwers: 3.500 Scheidsrechter: Wil de Vrieze |
| 25 augustus 1982 19.30 |                         |               |     | Stadion: Aalsterweg, Eindhoven Toeschouwers: 3.500 Scheidsrechter: Wil de Vrieze |
| 25 augustus 1982 19.30 |                         |               |     | Stadion: Aalsterweg, Eindhoven Toeschouwers: 3.500 Scheidsrechter: Wil de Vrieze |
|                        |                         |               |     |                                                                                  |

|                        |                                                        |               |                     |                                                                                    |
| 25 augustus 1982 19.30 | SC Cambuur                                             | 3 – 1 (1 – 1) | FC Wageningen       | Stadion: Cambuurstadion, Leeuwarden Toeschouwers: 5.500 Scheidsrechter: Jan Manuel |
| 25 augustus 1982 19.30 | Mark Payne 34' Gerrie Schouwenaar 62' Rob Kleefman 67' |               | 26' Adrie Hazeleger | Stadion: Cambuurstadion, Leeuwarden Toeschouwers: 5.500 Scheidsrechter: Jan Manuel |
| 25 augustus 1982 19.30 |                                                        |               |                     | Stadion: Cambuurstadion, Leeuwarden Toeschouwers: 5.500 Scheidsrechter: Jan Manuel |
| 25 augustus 1982 19.30 |                                                        |               |                     | Stadion: Cambuurstadion, Leeuwarden Toeschouwers: 5.500 Scheidsrechter: Jan Manuel |
|                        |                                                        |               |                     |                                                                                    |

|                        |              |                    |               |                                                                                 |
| 25 augustus 1982 19.30 | Heracles '74 | 0 – 1 (0 – 0)      | De Graafschap | Stadion: Bornsestraat, Almelo Toeschouwers: 4.000 Scheidsrechter: Chris Verhoef |
| 25 augustus 1982 19.30 |              | 66' John Leeuwerik |               | Stadion: Bornsestraat, Almelo Toeschouwers: 4.000 Scheidsrechter: Chris Verhoef |
| 25 augustus 1982 19.30 |              |                    |               | Stadion: Bornsestraat, Almelo Toeschouwers: 4.000 Scheidsrechter: Chris Verhoef |
| 25 augustus 1982 19.30 |              |                    |               | Stadion: Bornsestraat, Almelo Toeschouwers: 4.000 Scheidsrechter: Chris Verhoef |
|                        |              |                    |               |                                                                                 |

|                        |                                                 |               |               |                                                                                         |
| 25 augustus 1982 19.30 | FC Den Bosch '67                                | 3 – 0 (1 – 0) | SC Amersfoort | Stadion: De Vliert, 's-Hertogenbosch Toeschouwers: 3.000 Scheidsrechter: Henk Roelofsen |
| 25 augustus 1982 19.30 | Wim van der Horst 61' Dick Salm 65' (pen.), 77' |               |               | Stadion: De Vliert, 's-Hertogenbosch Toeschouwers: 3.000 Scheidsrechter: Henk Roelofsen |
| 25 augustus 1982 19.30 |                                                 |               |               | Stadion: De Vliert, 's-Hertogenbosch Toeschouwers: 3.000 Scheidsrechter: Henk Roelofsen |
| 25 augustus 1982 19.30 |                                                 |               |               | Stadion: De Vliert, 's-Hertogenbosch Toeschouwers: 3.000 Scheidsrechter: Henk Roelofsen |
|                        |                                                 |               |               |                                                                                         |

## Speelronde 3
|                        |                                                    |               |                  | |
| 28 augustus 1982 19.30 | SC Heerenveen                                      | 3 – 1 (2 – 0) | Telstar          | Stadion: Gemeentelijk Sportpark, Heerenveen Toeschouwers: 3.000 Scheidsrechter: Chris van der Laar |
| 28 augustus 1982 19.30 | Jan Schulting 35' Boy Nijgh 44' Klaas de Vries 72' |               | 85' John Weijers | Stadion: Gemeentelijk Sportpark, Heerenveen Toeschouwers: 3.000 Scheidsrechter: Chris van der Laar |
| 28 augustus 1982 19.30 |                                                    |               |                  | Stadion: Gemeentelijk Sportpark, Heerenveen Toeschouwers: 3.000 Scheidsrechter: Chris van der Laar |
| 28 augustus 1982 19.30 |                                                    |               |                  | Stadion: Gemeentelijk Sportpark, Heerenveen Toeschouwers: 3.000 Scheidsrechter: Chris van der Laar |
|                        |                                                    |               |                  | |

|                        |            |                              |         |                                                                                       |
| 28 augustus 1982 19.30 | SC Veendam | 0 – 2 (0 – 2)                | Vitesse | Stadion: De Langeleegte, Veendam Toeschouwers: 3.500 Scheidsrechter: Huug van der Ent |
| 28 augustus 1982 19.30 |            | 24', 35' Chris van den Akker |         | Stadion: De Langeleegte, Veendam Toeschouwers: 3.500 Scheidsrechter: Huug van der Ent |
| 28 augustus 1982 19.30 |            |                              |         | Stadion: De Langeleegte, Veendam Toeschouwers: 3.500 Scheidsrechter: Huug van der Ent |
| 28 augustus 1982 19.30 |            |                              |         | Stadion: De Langeleegte, Veendam Toeschouwers: 3.500 Scheidsrechter: Huug van der Ent |
|                        |            |                              |         |                                                                                       |

|                        |     |               |                  |                                                                                  |
| 28 augustus 1982 19.30 | MVV | 0 – 0 (0 – 0) | FC Den Bosch '67 | Stadion: De Geusselt, Maastricht Toeschouwers: 3.200 Scheidsrechter: Cees Bakker |
| 28 augustus 1982 19.30 |     |               |                  | Stadion: De Geusselt, Maastricht Toeschouwers: 3.200 Scheidsrechter: Cees Bakker |
| 28 augustus 1982 19.30 |     |               |                  | Stadion: De Geusselt, Maastricht Toeschouwers: 3.200 Scheidsrechter: Cees Bakker |
| 28 augustus 1982 19.30 |     |               |                  | Stadion: De Geusselt, Maastricht Toeschouwers: 3.200 Scheidsrechter: Cees Bakker |
|                        |     |               |                  |                                                                                  |

|                        |                                                                  |               |                                  |                                                                                                |
| 28 augustus 1982 19.30 | FC Wageningen                                                    | 3 – 2 (1 – 1) | De Graafschap                    | Stadion: De Wageningse Berg, Wageningen Toeschouwers: 3.500 Scheidsrechter: Gerard de Schepper |
| 28 augustus 1982 19.30 | Adrie Hazeleger 17' Cees van den Berg 50' Alex van der Klift 78' |               | 37' Jerry Cooke 77' Hein Schreur | Stadion: De Wageningse Berg, Wageningen Toeschouwers: 3.500 Scheidsrechter: Gerard de Schepper |
| 28 augustus 1982 19.30 |                                                                  |               |                                  | Stadion: De Wageningse Berg, Wageningen Toeschouwers: 3.500 Scheidsrechter: Gerard de Schepper |
| 28 augustus 1982 19.30 |                                                                  |               |                                  | Stadion: De Wageningse Berg, Wageningen Toeschouwers: 3.500 Scheidsrechter: Gerard de Schepper |
|                        |                                                                  |               |                                  |                                                                                                |

|                        |                                                        |               |                                |                                                                                     |
| 28 augustus 1982 19.30 | FC Volendam                                            | 4 – 2 (2 – 2) | Heracles '74                   | Stadion: Volendam Stadion, Volendam Toeschouwers: 5.500 Scheidsrechter: Jan Dolstra |
| 28 augustus 1982 19.30 | Frans Hoek 8' (pen.) Wim Tol 39' Frank Kramer 58', 76' |               | 31' Rob Poell 35' Hans Bossink | Stadion: Volendam Stadion, Volendam Toeschouwers: 5.500 Scheidsrechter: Jan Dolstra |
| 28 augustus 1982 19.30 |                                                        |               |                                | Stadion: Volendam Stadion, Volendam Toeschouwers: 5.500 Scheidsrechter: Jan Dolstra |
| 28 augustus 1982 19.30 |                                                        |               |                                | Stadion: Volendam Stadion, Volendam Toeschouwers: 5.500 Scheidsrechter: Jan Dolstra |
|                        |                                                        |               |                                |                                                                                     |

|                        |                   |               |                  |                                                                                     |
| 29 augustus 1982 14.30 | FC Den Haag       | 1 – 1 (1 – 1) | SVV              | Stadion: Zuiderparkstadion, Den Haag Toeschouwers: 4.800 Scheidsrechter: Peter Gans |
| 29 augustus 1982 14.30 | Bram Rontberg 28' |               | 11' Jan Könemann | Stadion: Zuiderparkstadion, Den Haag Toeschouwers: 4.800 Scheidsrechter: Peter Gans |
| 29 augustus 1982 14.30 |                   |               |                  | Stadion: Zuiderparkstadion, Den Haag Toeschouwers: 4.800 Scheidsrechter: Peter Gans |
| 29 augustus 1982 14.30 |                   |               |                  | Stadion: Zuiderparkstadion, Den Haag Toeschouwers: 4.800 Scheidsrechter: Peter Gans |
|                        |                   |               |                  |                                                                                     |

|                        |                                                         |               |                                             |                                                                                   |
| 29 augustus 1982 14.30 | DS '79                                                  | 3 – 2 (2 – 2) | Eindhoven                                   | Stadion: Krommedijk, Dordrecht Toeschouwers: 4.500 Scheidsrechter: Bouke Draaisma |
| 29 augustus 1982 14.30 | Gerrie Mühren 18' Henk van Leeuwen 22' Edwin Gorter 64' |               | 28' Remy Reijnierse 30' Adrie van Rijsingen | Stadion: Krommedijk, Dordrecht Toeschouwers: 4.500 Scheidsrechter: Bouke Draaisma |
| 29 augustus 1982 14.30 |                                                         |               |                                             | Stadion: Krommedijk, Dordrecht Toeschouwers: 4.500 Scheidsrechter: Bouke Draaisma |
| 29 augustus 1982 14.30 |                                                         |               |                                             | Stadion: Krommedijk, Dordrecht Toeschouwers: 4.500 Scheidsrechter: Bouke Draaisma |
|                        |                                                         |               |                                             |                                                                                   |

|                        |                 |               |                                                                                 |                                                                                  |
| 29 augustus 1982 14.30 | SC Amersfoort   | 1 – 6 (1 – 2) | SC Cambuur                                                                      | Stadion: Birkhoven, Amersfoort Toeschouwers: 1.300 Scheidsrechter: Martin Bannet |
| 29 augustus 1982 14.30 | Ton Gruters 34' |               | 10' Gerrie Schouwenaar 13', 70', 78' Mark Payne 89' Rob Kleefman 90' Foeke Booy | Stadion: Birkhoven, Amersfoort Toeschouwers: 1.300 Scheidsrechter: Martin Bannet |
| 29 augustus 1982 14.30 |                 |               |                                                                                 | Stadion: Birkhoven, Amersfoort Toeschouwers: 1.300 Scheidsrechter: Martin Bannet |
| 29 augustus 1982 14.30 |                 |               |                                                                                 | Stadion: Birkhoven, Amersfoort Toeschouwers: 1.300 Scheidsrechter: Martin Bannet |
|                        |                 |               |                                                                                 |                                                                                  |

## Speelronde 4
|                        |                 |               |                       |                                                                                               |
| 4 september 1982 19.30 | Telstar         | 1 – 2 (0 – 2) | FC Volendam           | Stadion: Schoonenberg, Velsen-IJmuiden Toeschouwers: 1.600 Scheidsrechter: Henk van Ettekoven |
| 4 september 1982 19.30 | Manfred Nan 74' |               | 17', 41' Frank Kramer | Stadion: Schoonenberg, Velsen-IJmuiden Toeschouwers: 1.600 Scheidsrechter: Henk van Ettekoven |
| 4 september 1982 19.30 |                 |               |                       | Stadion: Schoonenberg, Velsen-IJmuiden Toeschouwers: 1.600 Scheidsrechter: Henk van Ettekoven |
| 4 september 1982 19.30 |                 |               |                       | Stadion: Schoonenberg, Velsen-IJmuiden Toeschouwers: 1.600 Scheidsrechter: Henk van Ettekoven |
|                        |                 |               |                       |                                                                                               |

|                        |                         |               |                 |                                                                                            |
| 4 september 1982 19.30 | Vitesse                 | 1 – 1 (1 – 1) | SC Heerenveen   | Stadion: Nieuw-Monnikenhuize, Arnhem Toeschouwers: 3.500 Scheidsrechter: John Blankenstein |
| 4 september 1982 19.30 | Chris van den Akker 29' |               | 22' Bert Gotink | Stadion: Nieuw-Monnikenhuize, Arnhem Toeschouwers: 3.500 Scheidsrechter: John Blankenstein |
| 4 september 1982 19.30 |                         |               |                 | Stadion: Nieuw-Monnikenhuize, Arnhem Toeschouwers: 3.500 Scheidsrechter: John Blankenstein |
| 4 september 1982 19.30 |                         |               |                 | Stadion: Nieuw-Monnikenhuize, Arnhem Toeschouwers: 3.500 Scheidsrechter: John Blankenstein |
|                        |                         |               |                 |                                                                                            |

|                        |           | |             |                                                                                       |
| 4 september 1982 19.30 | Eindhoven | 0 – 8 (0 – 3)                                                                                             | FC Den Haag | Stadion: Aalsterweg, Eindhoven Toeschouwers: 2.700 Scheidsrechter: Chris van der Laar |
| 4 september 1982 19.30 |           | 28', 30', 40' Bram Rontberg 46' Karel Bouwens 49' René van Delft 51', 85' Mark Wotte 76' (pen.) Guido Pen |             | Stadion: Aalsterweg, Eindhoven Toeschouwers: 2.700 Scheidsrechter: Chris van der Laar |
| 4 september 1982 19.30 |           | |             | Stadion: Aalsterweg, Eindhoven Toeschouwers: 2.700 Scheidsrechter: Chris van der Laar |
| 4 september 1982 19.30 |           | |             | Stadion: Aalsterweg, Eindhoven Toeschouwers: 2.700 Scheidsrechter: Chris van der Laar |
|                        |           | |             |                                                                                       |

|                        |                  |               |        |                                                                                   |
| 4 september 1982 19.30 | FC Den Bosch '67 | 0 – 1 (0 – 1) | DS '79 | Stadion: De Vliert, 's-Hertogenbosch Toeschouwers: 2.500 Scheidsrechter: Jan Hobé |
| 4 september 1982 19.30 |                  | 7' Anne Evers |        | Stadion: De Vliert, 's-Hertogenbosch Toeschouwers: 2.500 Scheidsrechter: Jan Hobé |
| 4 september 1982 19.30 |                  |               |        | Stadion: De Vliert, 's-Hertogenbosch Toeschouwers: 2.500 Scheidsrechter: Jan Hobé |
| 4 september 1982 19.30 |                  |               |        | Stadion: De Vliert, 's-Hertogenbosch Toeschouwers: 2.500 Scheidsrechter: Jan Hobé |
|                        |                  |               |        |                                                                                   |

|                        |                  |               |     |                                                                                      |
| 4 september 1982 19.30 | SC Cambuur       | 1 – 0 (1 – 0) | MVV | Stadion: Cambuurstadion, Leeuwarden Toeschouwers: 8.500 Scheidsrechter: Jan Severein |
| 4 september 1982 19.30 | Henk Veldmate 2' |               |     | Stadion: Cambuurstadion, Leeuwarden Toeschouwers: 8.500 Scheidsrechter: Jan Severein |
| 4 september 1982 19.30 |                  |               |     | Stadion: Cambuurstadion, Leeuwarden Toeschouwers: 8.500 Scheidsrechter: Jan Severein |
| 4 september 1982 19.30 |                  |               |     | Stadion: Cambuurstadion, Leeuwarden Toeschouwers: 8.500 Scheidsrechter: Jan Severein |
|                        |                  |               |     |                                                                                      |

|                        |               |               |               |                                                                                      |
| 4 september 1982 19.30 | De Graafschap | 0 – 0 (0 – 0) | SC Amersfoort | Stadion: De Vijverberg, Doetinchem Toeschouwers: 2.000 Scheidsrechter: Dick van Riel |
| 4 september 1982 19.30 |               |               |               | Stadion: De Vijverberg, Doetinchem Toeschouwers: 2.000 Scheidsrechter: Dick van Riel |
| 4 september 1982 19.30 |               |               |               | Stadion: De Vijverberg, Doetinchem Toeschouwers: 2.000 Scheidsrechter: Dick van Riel |
| 4 september 1982 19.30 |               |               |               | Stadion: De Vijverberg, Doetinchem Toeschouwers: 2.000 Scheidsrechter: Dick van Riel |
|                        |               |               |               |                                                                                      |

|                        |                                                                           |               |                    |                                                                               |
| 5 september 1982 14.30 | SVV                                                                       | 4 – 1 (2 – 0) | FC VVV             | Stadion: Harga, Schiedam Toeschouwers: 3.200 Scheidsrechter: George Oetelmans |
| 5 september 1982 14.30 | Aad van der Vlist 23' Jan Könemann 38' Ferry Meerhof 60' Frans Schaap 78' |               | 90+1' Henk Janssen | Stadion: Harga, Schiedam Toeschouwers: 3.200 Scheidsrechter: George Oetelmans |
| 5 september 1982 14.30 |                                                                           |               |                    | Stadion: Harga, Schiedam Toeschouwers: 3.200 Scheidsrechter: George Oetelmans |
| 5 september 1982 14.30 |                                                                           |               |                    | Stadion: Harga, Schiedam Toeschouwers: 3.200 Scheidsrechter: George Oetelmans |
|                        |                                                                           |               |                    |                                                                               |

|                        |                          |               |                        |                                                                                 |
| 5 september 1982 14.30 | Heracles '74             | 3 – 1 (1 – 1) | FC Wageningen          | Stadion: Bornsestraat, Almelo Toeschouwers: 2.500 Scheidsrechter: Herman Smeenk |
| 5 september 1982 14.30 | Han Unaola 31', 78', 81' |               | 42' Alex van der Klift | Stadion: Bornsestraat, Almelo Toeschouwers: 2.500 Scheidsrechter: Herman Smeenk |
| 5 september 1982 14.30 |                          |               |                        | Stadion: Bornsestraat, Almelo Toeschouwers: 2.500 Scheidsrechter: Herman Smeenk |
| 5 september 1982 14.30 |                          |               |                        | Stadion: Bornsestraat, Almelo Toeschouwers: 2.500 Scheidsrechter: Herman Smeenk |
|                        |                          |               |                        |                                                                                 |

## Speelronde 5
|                        |               |                                                                 |               |                                                                                  |
| 8 september 1982 18:30 | SC Amersfoort | 0 – 3 (0 – 0)                                                   | FC Wageningen | Stadion: Birkhoven, Amersfoort Toeschouwers: 1.000 Scheidsrechter: Chris Verhoef |
| 8 september 1982 18:30 |               | 57' (pen.) Cees van den Berg 70' Craig Norrie 82' Armand Mannen |               | Stadion: Birkhoven, Amersfoort Toeschouwers: 1.000 Scheidsrechter: Chris Verhoef |
| 8 september 1982 18:30 |               |                                                                 |               | Stadion: Birkhoven, Amersfoort Toeschouwers: 1.000 Scheidsrechter: Chris Verhoef |
| 8 september 1982 18:30 |               |                                                                 |               | Stadion: Birkhoven, Amersfoort Toeschouwers: 1.000 Scheidsrechter: Chris Verhoef |
|                        |               |                                                                 |               |                                                                                  |

|                        |                                 |               |                                                       |                                                                                           |
| 8 september 1982 19.30 | Telstar                         | 2 – 3 (1 – 1) | Heracles '74                                          | Stadion: Schoonenberg, Velsen-IJmuiden Toeschouwers: 1.000 Scheidsrechter: Henk Roelofsen |
| 8 september 1982 19.30 | Floor Buma 29' John Weijers 88' |               | 35' Jan van Staa 65' Han Unaola 69' Martin Langhenkel | Stadion: Schoonenberg, Velsen-IJmuiden Toeschouwers: 1.000 Scheidsrechter: Henk Roelofsen |
| 8 september 1982 19.30 |                                 |               |                                                       | Stadion: Schoonenberg, Velsen-IJmuiden Toeschouwers: 1.000 Scheidsrechter: Henk Roelofsen |
| 8 september 1982 19.30 |                                 |               |                                                       | Stadion: Schoonenberg, Velsen-IJmuiden Toeschouwers: 1.000 Scheidsrechter: Henk Roelofsen |
|                        |                                 |               |                                                       |                                                                                           |

|                        |                              |               |         |                                                                                      |
| 8 september 1982 19.30 | FC Volendam                  | 2 – 0 (1 – 0) | Vitesse | Stadion: Volendam Stadion, Volendam Toeschouwers: 4.900 Scheidsrechter: Jan Severein |
| 8 september 1982 19.30 | Dick Helling 12' Wim Tol 56' |               |         | Stadion: Volendam Stadion, Volendam Toeschouwers: 4.900 Scheidsrechter: Jan Severein |
| 8 september 1982 19.30 |                              |               |         | Stadion: Volendam Stadion, Volendam Toeschouwers: 4.900 Scheidsrechter: Jan Severein |
| 8 september 1982 19.30 |                              |               |         | Stadion: Volendam Stadion, Volendam Toeschouwers: 4.900 Scheidsrechter: Jan Severein |
|                        |                              |               |         |                                                                                      |

|                        |                                |               |                                     |                                                                                        |
| 8 september 1982 19.30 | SC Veendam                     | 2 – 2 (2 – 0) | SVV                                 | Stadion: De Langeleegte, Veendam Toeschouwers: 1.500 Scheidsrechter: Jaap van der Niet |
| 8 september 1982 19.30 | Rudy Metz 11' Tony McNulty 30' |               | 48' Richard Dercks 68' Jan Könemann | Stadion: De Langeleegte, Veendam Toeschouwers: 1.500 Scheidsrechter: Jaap van der Niet |
| 8 september 1982 19.30 |                                |               |                                     | Stadion: De Langeleegte, Veendam Toeschouwers: 1.500 Scheidsrechter: Jaap van der Niet |
| 8 september 1982 19.30 |                                |               |                                     | Stadion: De Langeleegte, Veendam Toeschouwers: 1.500 Scheidsrechter: Jaap van der Niet |
|                        |                                |               |                                     |                                                                                        |

|                        |        |                                     |           |                                                                     |
| 8 september 1982 19.30 | FC VVV | 0 – 2 (0 – 1)                       | Eindhoven | Stadion: De Koel, Venlo Toeschouwers: 3.000 Scheidsrechter: Jo Boss |
| 8 september 1982 19.30 |        | 28' Pascal Maas 90' Remy Reijnierse |           | Stadion: De Koel, Venlo Toeschouwers: 3.000 Scheidsrechter: Jo Boss |
| 8 september 1982 19.30 |        |                                     |           | Stadion: De Koel, Venlo Toeschouwers: 3.000 Scheidsrechter: Jo Boss |
| 8 september 1982 19.30 |        |                                     |           | Stadion: De Koel, Venlo Toeschouwers: 3.000 Scheidsrechter: Jo Boss |
|                        |        |                                     |           |                                                                     |

|                        |                        |               |                       |                                                                                      |
| 8 september 1982 19.30 | FC Den Haag            | 2 – 1 (0 – 1) | FC Den Bosch '67      | Stadion: Zuiderparkstadion, Den Haag Toeschouwers: 5.500 Scheidsrechter: Cees Bakker |
| 8 september 1982 19.30 | Bram Rontberg 49', 56' |               | 26' Wim van der Horst | Stadion: Zuiderparkstadion, Den Haag Toeschouwers: 5.500 Scheidsrechter: Cees Bakker |
| 8 september 1982 19.30 |                        |               |                       | Stadion: Zuiderparkstadion, Den Haag Toeschouwers: 5.500 Scheidsrechter: Cees Bakker |
| 8 september 1982 19.30 |                        |               |                       | Stadion: Zuiderparkstadion, Den Haag Toeschouwers: 5.500 Scheidsrechter: Cees Bakker |
|                        |                        |               |                       |                                                                                      |

|                        |                  |               |                                                      |                                                                                  |
| 8 september 1982 19.30 | DS '79           | 1 – 3 (0 – 1) | SC Cambuur                                           | Stadion: Krommedijk, Dordrecht Toeschouwers: 5.500 Scheidsrechter: Egbert Mulder |
| 8 september 1982 19.30 | Peter Matena 69' |               | 36' Gerrie Schouwenaar 62' Dick Bults 79' Mark Payne | Stadion: Krommedijk, Dordrecht Toeschouwers: 5.500 Scheidsrechter: Egbert Mulder |
| 8 september 1982 19.30 |                  |               |                                                      | Stadion: Krommedijk, Dordrecht Toeschouwers: 5.500 Scheidsrechter: Egbert Mulder |
| 8 september 1982 19.30 |                  |               |                                                      | Stadion: Krommedijk, Dordrecht Toeschouwers: 5.500 Scheidsrechter: Egbert Mulder |
|                        |                  |               |                                                      |                                                                                  |

|                        |                             |               |               |                                                                                        |
| 8 september 1982 19.30 | MVV                         | 1 – 0 (0 – 0) | De Graafschap | Stadion: De Geusselt, Maastricht Toeschouwers: 2.500 Scheidsrechter: John Blankenstein |
| 8 september 1982 19.30 | Bert van Marwijk 63' (pen.) |               |               | Stadion: De Geusselt, Maastricht Toeschouwers: 2.500 Scheidsrechter: John Blankenstein |
| 8 september 1982 19.30 |                             |               |               | Stadion: De Geusselt, Maastricht Toeschouwers: 2.500 Scheidsrechter: John Blankenstein |
| 8 september 1982 19.30 |                             |               |               | Stadion: De Geusselt, Maastricht Toeschouwers: 2.500 Scheidsrechter: John Blankenstein |
|                        |                             |               |               |                                                                                        |

## Speelronde 6
|                         |         |                                              |         |                                                                                      |
| 11 september 1982 19:30 | Vitesse | 3 – 0 (2 – 0)                                | Telstar | Stadion: Nieuw-Monnikenhuize, Arnhem Toeschouwers: 2.300 Scheidsrechter: Jan Dolstra |
| 11 september 1982 19:30 |         | 21' Wim Meijers 32', 86' Chris van den Akker |         | Stadion: Nieuw-Monnikenhuize, Arnhem Toeschouwers: 2.300 Scheidsrechter: Jan Dolstra |
| 11 september 1982 19:30 |         |                                              |         | Stadion: Nieuw-Monnikenhuize, Arnhem Toeschouwers: 2.300 Scheidsrechter: Jan Dolstra |
| 11 september 1982 19:30 |         |                                              |         | Stadion: Nieuw-Monnikenhuize, Arnhem Toeschouwers: 2.300 Scheidsrechter: Jan Dolstra |
|                         |         |                                              |         |                                                                                      |

|                         |                         |               |                     |                                                                                |
| 11 september 1982 19:30 | Eindhoven               | 1 – 1 (0 – 1) | SC Veendam          | Stadion: Aalsterweg, Eindhoven Toeschouwers: 2.000 Scheidsrechter: Cees Bakker |
| 11 september 1982 19:30 | Adrie van Rijsingen 76' |               | 37' Henk Oosterwold | Stadion: Aalsterweg, Eindhoven Toeschouwers: 2.000 Scheidsrechter: Cees Bakker |
| 11 september 1982 19:30 |                         |               |                     | Stadion: Aalsterweg, Eindhoven Toeschouwers: 2.000 Scheidsrechter: Cees Bakker |
| 11 september 1982 19:30 |                         |               |                     | Stadion: Aalsterweg, Eindhoven Toeschouwers: 2.000 Scheidsrechter: Cees Bakker |
|                         |                         |               |                     |                                                                                |

|                         |                                                                    |               |        |                                                                                             |
| 11 september 1982 19:30 | FC Den Bosch                                                       | 4 – 0 (0 – 0) | FC VVV | Stadion: De Vliert, 's-Hertogenbosch Toeschouwers: 2.500 Scheidsrechter: Gerard de Schepper |
| 11 september 1982 19:30 | Wim van der Horst 65', 75' Frank Kusters 69' Roger Schouwenaar 86' |               |        | Stadion: De Vliert, 's-Hertogenbosch Toeschouwers: 2.500 Scheidsrechter: Gerard de Schepper |
| 11 september 1982 19:30 |                                                                    |               |        | Stadion: De Vliert, 's-Hertogenbosch Toeschouwers: 2.500 Scheidsrechter: Gerard de Schepper |
| 11 september 1982 19:30 |                                                                    |               |        | Stadion: De Vliert, 's-Hertogenbosch Toeschouwers: 2.500 Scheidsrechter: Gerard de Schepper |
|                         |                                                                    |               |        |                                                                                             |

|                         |                                 |               |             |                                                                                     |
| 11 september 1982 19:30 | SC Cambuur                      | 2 – 0 (0 – 0) | FC Den Haag | Stadion: Cambuurstadion, Leeuwarden Toeschouwers: 12.000 Scheidsrechter: Jan Keizer |
| 11 september 1982 19:30 | Rob Kleefman 61' Dick Bults 65' |               |             | Stadion: Cambuurstadion, Leeuwarden Toeschouwers: 12.000 Scheidsrechter: Jan Keizer |
| 11 september 1982 19:30 |                                 |               |             | Stadion: Cambuurstadion, Leeuwarden Toeschouwers: 12.000 Scheidsrechter: Jan Keizer |
| 11 september 1982 19:30 |                                 |               |             | Stadion: Cambuurstadion, Leeuwarden Toeschouwers: 12.000 Scheidsrechter: Jan Keizer |
|                         |                                 |               |             |                                                                                     |

|                         |               |                               |        |                                                                                      |
| 11 september 1982 19:30 | De Graafschap | 0 – 2 (0 – 2)                 | DS '79 | Stadion: De Vijverberg, Doetinchem Toeschouwers: 2.000 Scheidsrechter: Martin Bannet |
| 11 september 1982 19:30 |               | 24' Hakim Braham 29' Cor Lems |        | Stadion: De Vijverberg, Doetinchem Toeschouwers: 2.000 Scheidsrechter: Martin Bannet |
| 11 september 1982 19:30 |               |                               |        | Stadion: De Vijverberg, Doetinchem Toeschouwers: 2.000 Scheidsrechter: Martin Bannet |
| 11 september 1982 19:30 |               |                               |        | Stadion: De Vijverberg, Doetinchem Toeschouwers: 2.000 Scheidsrechter: Martin Bannet |
|                         |               |                               |        |                                                                                      |

|                         |               |                            |     |                                                                                            |
| 11 september 1982 19:30 | FC Wageningen | 0 – 2 (0 – 1)              | MVV | Stadion: De Wageningse Berg, Wageningen Toeschouwers: 3.500 Scheidsrechter: Arie de Munnik |
| 11 september 1982 19:30 |               | 34', 76' Adri van Staveren |     | Stadion: De Wageningse Berg, Wageningen Toeschouwers: 3.500 Scheidsrechter: Arie de Munnik |
| 11 september 1982 19:30 |               |                            |     | Stadion: De Wageningse Berg, Wageningen Toeschouwers: 3.500 Scheidsrechter: Arie de Munnik |
| 11 september 1982 19:30 |               |                            |     | Stadion: De Wageningse Berg, Wageningen Toeschouwers: 3.500 Scheidsrechter: Arie de Munnik |
|                         |               |                            |     |                                                                                            |

|                         |                         |               |                                               |                                                                         |
| 12 september 1982 14:30 | SVV                     | 1 – 2 (1 – 1) | Sc Heerenveen                                 | Stadion: Harga, Schiedam Toeschouwers: 3.200 Scheidsrechter: Jan Manuel |
| 12 september 1982 14:30 | Jan Könemann 14' (pen.) |               | 24' Jan Schulting 80' John van den Wildenberg | Stadion: Harga, Schiedam Toeschouwers: 3.200 Scheidsrechter: Jan Manuel |
| 12 september 1982 14:30 |                         |               |                                               | Stadion: Harga, Schiedam Toeschouwers: 3.200 Scheidsrechter: Jan Manuel |
| 12 september 1982 14:30 |                         |               |                                               | Stadion: Harga, Schiedam Toeschouwers: 3.200 Scheidsrechter: Jan Manuel |
|                         |                         |               |                                               |                                                                         |

|                         |                 |               |                                     |                                                                                 |
| 12 september 1982 14:30 | Heracles Almelo | 1 – 2 (0 – 1) | SC Amersfoort                       | Stadion: Bornsestraat, Almelo Toeschouwers: 3.000 Scheidsrechter: Wil de Vrieze |
| 12 september 1982 14:30 | Bert Prijs 82'  |               | 31' Ton Gruters 70' Wim van 't Land | Stadion: Bornsestraat, Almelo Toeschouwers: 3.000 Scheidsrechter: Wil de Vrieze |
| 12 september 1982 14:30 |                 |               |                                     | Stadion: Bornsestraat, Almelo Toeschouwers: 3.000 Scheidsrechter: Wil de Vrieze |
| 12 september 1982 14:30 |                 |               |                                     | Stadion: Bornsestraat, Almelo Toeschouwers: 3.000 Scheidsrechter: Wil de Vrieze |
|                         |                 |               |                                     |                                                                                 |

## Speelronde 7
|                         |                                                 |               |                 |                                                                                             |
| 18 september 1982 19:30 | Vitesse                                         | 3 – 0 (2 – 0) | Heracles Almelo | Stadion: Nieuw-Monnikenhuize, Arnhem Toeschouwers: 2.500 Scheidsrechter: Gerard de Schepper |
| 18 september 1982 19:30 | Rudy Das 34' Bert Hendriks 42' Ben Hulshoff 81' |               |                 | Stadion: Nieuw-Monnikenhuize, Arnhem Toeschouwers: 2.500 Scheidsrechter: Gerard de Schepper |
| 18 september 1982 19:30 |                                                 |               |                 | Stadion: Nieuw-Monnikenhuize, Arnhem Toeschouwers: 2.500 Scheidsrechter: Gerard de Schepper |
| 18 september 1982 19:30 |                                                 |               |                 | Stadion: Nieuw-Monnikenhuize, Arnhem Toeschouwers: 2.500 Scheidsrechter: Gerard de Schepper |
|                         |                                                 |               |                 |                                                                                             |

|                         |            |                      |              |                                                                                        |
| 18 september 1982 19:30 | SC Veendam | 0 – 1 (0 – 1)        | FC Den Bosch | Stadion: De Langeleegte, Veendam Toeschouwers: 1.500 Scheidsrechter: John Blankenstein |
| 18 september 1982 19:30 |            | 5' Roger Schouwenaar |              | Stadion: De Langeleegte, Veendam Toeschouwers: 1.500 Scheidsrechter: John Blankenstein |
| 18 september 1982 19:30 |            |                      |              | Stadion: De Langeleegte, Veendam Toeschouwers: 1.500 Scheidsrechter: John Blankenstein |
| 18 september 1982 19:30 |            |                      |              | Stadion: De Langeleegte, Veendam Toeschouwers: 1.500 Scheidsrechter: John Blankenstein |
|                         |            |                      |              |                                                                                        |

|                         |                                                      |               |                  |                                                                         |
| 18 september 1982 19:30 | FC VVV                                               | 3 – 1 (1 – 1) | SC Cambuur       | Stadion: De Koel, Venlo Toeschouwers: 3.500 Scheidsrechter: Piet Bosman |
| 18 september 1982 19:30 | Willy Bothmer 11' Peter Ressel 60' Frank Verbeek 61' |               | 13' Johan Groote | Stadion: De Koel, Venlo Toeschouwers: 3.500 Scheidsrechter: Piet Bosman |
| 18 september 1982 19:30 |                                                      |               |                  | Stadion: De Koel, Venlo Toeschouwers: 3.500 Scheidsrechter: Piet Bosman |
| 18 september 1982 19:30 |                                                      |               |                  | Stadion: De Koel, Venlo Toeschouwers: 3.500 Scheidsrechter: Piet Bosman |
|                         |                                                      |               |                  |                                                                         |

|                         |                                                                    |               |               |                                                                                       |
| 18 september 1982 19:30 | MVV                                                                | 5 – 0 (2 – 0) | SC Amersfoort | Stadion: De Geusselt, Maastricht Toeschouwers: 3.000 Scheidsrechter: Huug van der Ent |
| 18 september 1982 19:30 | Johan Dijkstra 10' Robin Turner 12', 74', 89' Bert van Marwijk 60' |               |               | Stadion: De Geusselt, Maastricht Toeschouwers: 3.000 Scheidsrechter: Huug van der Ent |
| 18 september 1982 19:30 |                                                                    |               |               | Stadion: De Geusselt, Maastricht Toeschouwers: 3.000 Scheidsrechter: Huug van der Ent |
| 18 september 1982 19:30 |                                                                    |               |               | Stadion: De Geusselt, Maastricht Toeschouwers: 3.000 Scheidsrechter: Huug van der Ent |
|                         |                                                                    |               |               |                                                                                       |

|                         |                                                                                              |               |                                           |                                                                                       |
| 19 september 1982 14:30 | FC Volendam                                                                                  | 7 – 2 (4 – 1) | SVV                                       | Stadion: Volendam Stadion, Volendam Toeschouwers: 5.500 Scheidsrechter: Gerard Geurds |
| 19 september 1982 14:30 | Wim Tol 2', 24', 77' Jaap Jonk 14' Frans Hoek 18' (pen.) John Holshuijsen 54' Kees Guijt 65' |               | 31' Aad van der Vlist 81' Harry van Kapel | Stadion: Volendam Stadion, Volendam Toeschouwers: 5.500 Scheidsrechter: Gerard Geurds |
| 19 september 1982 14:30 |                                                                                              |               |                                           | Stadion: Volendam Stadion, Volendam Toeschouwers: 5.500 Scheidsrechter: Gerard Geurds |
| 19 september 1982 14:30 |                                                                                              |               |                                           | Stadion: Volendam Stadion, Volendam Toeschouwers: 5.500 Scheidsrechter: Gerard Geurds |
|                         |                                                                                              |               |                                           |                                                                                       |

|                         |                   |               |                   |                                                                                               |
| 19 september 1982 14:30 | Sc Heerenveen     | 1 – 1 (0 – 0) | Eindhoven         | Stadion: Gemeentelijk Sportpark, Heerenveen Toeschouwers: 3.500 Scheidsrechter: Dick van Riel |
| 19 september 1982 14:30 | Jan Schulting 71' |               | 77' Ricardo Moniz | Stadion: Gemeentelijk Sportpark, Heerenveen Toeschouwers: 3.500 Scheidsrechter: Dick van Riel |
| 19 september 1982 14:30 |                   |               |                   | Stadion: Gemeentelijk Sportpark, Heerenveen Toeschouwers: 3.500 Scheidsrechter: Dick van Riel |
| 19 september 1982 14:30 |                   |               |                   | Stadion: Gemeentelijk Sportpark, Heerenveen Toeschouwers: 3.500 Scheidsrechter: Dick van Riel |
|                         |                   |               |                   |                                                                                               |

|                         |             |                                    |               |                                                                                   |
| 19 september 1982 14:30 | FC Den Haag | 0 – 2 (0 – 1)                      | De Graafschap | Stadion: Zuiderparkstadion, Den Haag Toeschouwers: 3.800 Scheidsrechter: Jan Hobé |
| 19 september 1982 14:30 |             | 6' Jerry Cooke 56' Ronald Hendriks |               | Stadion: Zuiderparkstadion, Den Haag Toeschouwers: 3.800 Scheidsrechter: Jan Hobé |
| 19 september 1982 14:30 |             |                                    |               | Stadion: Zuiderparkstadion, Den Haag Toeschouwers: 3.800 Scheidsrechter: Jan Hobé |
| 19 september 1982 14:30 |             |                                    |               | Stadion: Zuiderparkstadion, Den Haag Toeschouwers: 3.800 Scheidsrechter: Jan Hobé |
|                         |             |                                    |               |                                                                                   |

|                         |                                   |               |                                         |                                                                                 |
| 19 september 1982 14:30 | DS '79                            | 2 – 2 (1 – 2) | FC Wageningen                           | Stadion: Krommedijk, Dordrecht Toeschouwers: 3.500 Scheidsrechter: André Aarden |
| 19 september 1982 14:30 | Edwin Gorter 45' Anne Evers 90+1' |               | 18' Alex van der Klift 38' Craig Norrie | Stadion: Krommedijk, Dordrecht Toeschouwers: 3.500 Scheidsrechter: André Aarden |
| 19 september 1982 14:30 |                                   |               |                                         | Stadion: Krommedijk, Dordrecht Toeschouwers: 3.500 Scheidsrechter: André Aarden |
| 19 september 1982 14:30 |                                   |               |                                         | Stadion: Krommedijk, Dordrecht Toeschouwers: 3.500 Scheidsrechter: André Aarden |
|                         |                                   |               |                                         |                                                                                 |

## Voetnoten
SC Amersfoort ·
FC Den Bosch '67 ·
SC Cambuur ·
DS '79 ·
Eindhoven ·
De Graafschap ·
FC Den Haag ·
sc Heerenveen ·
Heracles '74 ·
MVV ·
SVV ·
Telstar ·
SC Veendam ·
Vitesse ·
FC Volendam ·
FC VVV ·
FC Wageningen
1. 1 2 3 4 5 6 7  Na 15 wedstrijden in het seizoen 1982-1983, moest de SC Amersfoort vanwege het op 15 december 1982 uitgesproken faillissement de Eerste divisie verlaten. De gespeelde wedstrijden telden niet mee in de competitie.